# Ináncs
Ináncs község Borsod-Abaúj-Zemplén vármegyében, az Encsi járásban.

## Fekvése
A Hernád folyó völgyének déli részén, a Cserehát dombvidéke és a Zempléni-hegység között fekszik, a megyeszékhely Miskolctól 35 kilométerre északkeletre.
A közvetlenül határos települések: észak felől Forró, kelet felől Hernádszentandrás, délnyugat felől Csobád, nyugat felől Léh, északnyugat felől pedig Rásonysápberencs és Detek. Dél felől a legközelebbi település a Hernád túlsó partján fekvő Felsődobsza, de a közigazgatási területeik – kevés híján – nem érintkeznek.

### Megközelítése
Legfontosabb közúti megközelítési útvonala a 3-as főút, ezen közelíthető meg a legegyszerűbben a megye és az ország távolabbi részei felől is. Főutcája a 3704-es út, amely nyugati irányban a 3-as főúttal, keleti irányban pedig – Hernádszentandrás és Pere érintésével – Abaújszántóval köti össze. Áthalad a közigazgatási területén az M30-as autópálya is, de annak nincs csomópontja a határai között.
A hazai vasútvonalak közül a Felsőzsolca–Hidasnémeti-vasútvonal érinti, melynek egy megállási pontja van itt; Ináncs megállóhely a belterület nyugati szélén helyezkedik el, közvetlenül a 3704-es út vasúti keresztezése mellett.

## Története
Ináncs nevét az oklevelek 1271-ben említették először, Inanch néven.
Ináncs már a 13. században két faluból állt, mely már a 14. században elkülönült egymástól nevében is.
Az Alsó-, vagyis a mai Ináncsot 1271-ben V. István király adta Miklós országbírónak Forróval és a hozzá tartozó falukkal együtt.
1329-től papját is említették, mely a pápai tizedjegyzék szerint 1332-ben 15 garas, 1334-ben és 1335-ben 4 garas pápai tizedet fizetett.
A másik Ináncs Fel-Ináncs a Zovárd nemzetség birtoka volt, melyet 1329-től nevében is megkülönböztettek: ez időtől ugyanis egyházának védőszentje után Szentandrásnak nevezték.

## Közélete

### Polgármesterei
- 1990–1994: Léport László (független)[3]
- 1994–1998: Kiss Péter (KDNP)[4]
- 1998–2002: Kiss Péter (független)[5]
- 2002–2006: Léport László (független)[6]
- 2006–2010: Kiss Péter (független)[7]
- 2010–2014: Kiss Péter (független)[8]
- 2014–2019: Kiss Péter (Fidesz-KDNP)[9]
- 2019–2024: Kiss Péter (Fidesz-KDNP)[10]
- 2024– : Bodnár Katalin (független)[1]

## Népesség
A település népességének változása:
| Lakosok száma | 1218 | 1197 | 1212 | 1142 | 1143 | 1167 | 1130 |
|               | 2013 | 2014 | 2015 | 2021 | 2022 | 2023 | 2024 |

2001-ben a település lakosságának 92%-a magyar, 7%-a cigány és 1%-a német nemzetiségűnek vallotta magát.
A 2011-es népszámlálás során a lakosok 90,4%-a magyarnak, 8,6% cigánynak, 2,4% németnek, 1,2% ukránnak mondta magát (9,2% nem válaszolt; a kettős identitások miatt a végösszeg nagyobb lehet 100%-nál). A vallási megoszlás a következő volt: római katolikus 64,3%, református 7,3%, görögkatolikus 14%, felekezeten kívüli 2,4% (11,9% nem válaszolt).
2022-ben a lakosság 90,4%-a vallotta magát magyarnak, 12,7% cigánynak, 0,3% szlováknak, 0,2% németnek, 0,1% ukránnak, 2% egyéb, nem hazai nemzetiségűnek (9,5% nem nyilatkozott; a kettős identitások miatt a végösszeg nagyobb lehet 100%-nál). Vallásuk szerint 48,6% volt római katolikus, 8% református, 9% görög katolikus, 5,8% felekezeten kívüli (28,4% nem válaszolt).

## Látnivalók
- Római katolikus templom Nagy Szent Teréz tiszteletére szentelve.

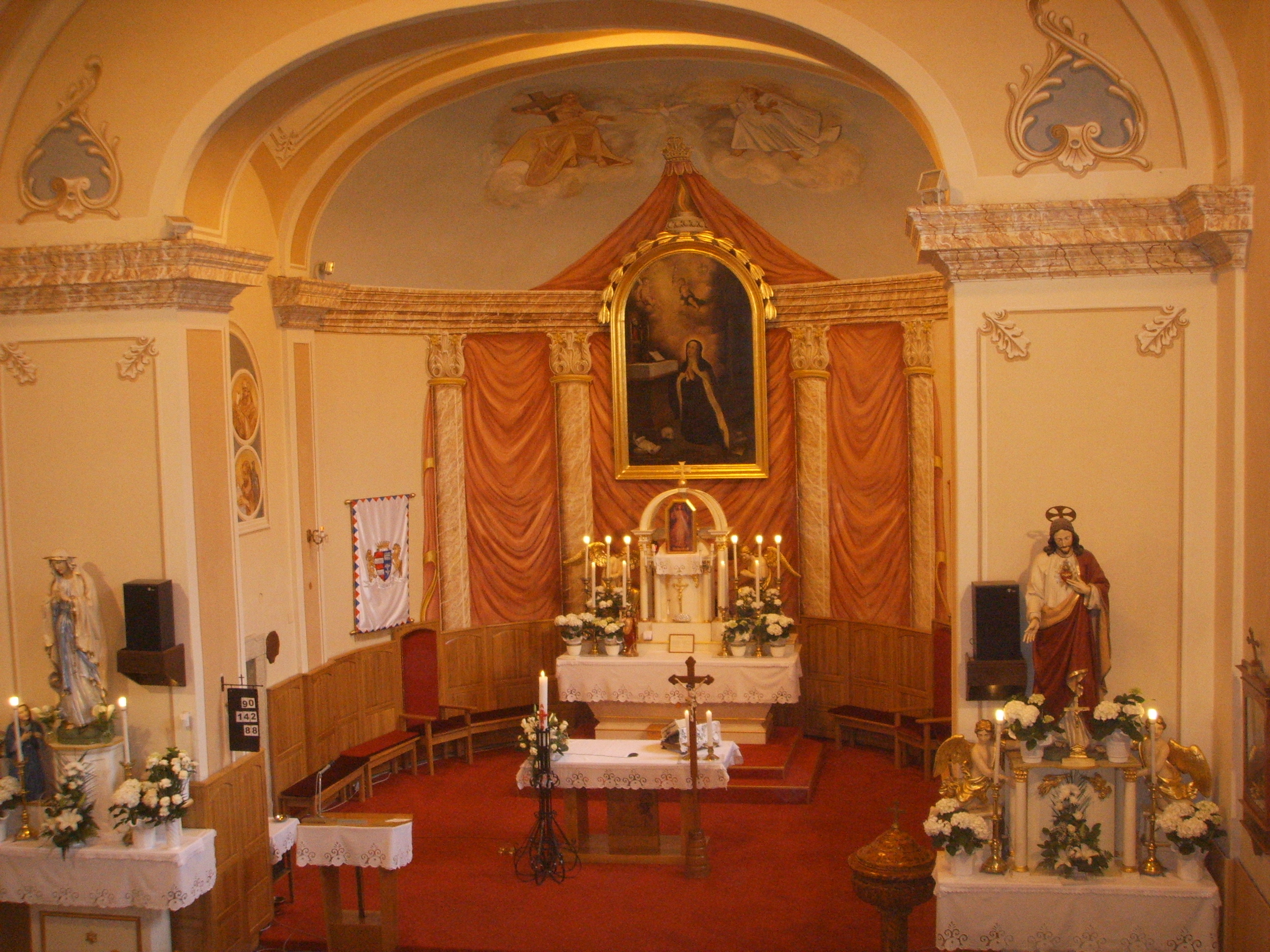
A ináncsi rk. templom belseje

## Környező települések
Csobád kb. 5 km-re, Forró kb. 8 km, Hernádszentandrás kb. 2 km, Pere kb. 6 km-re. A legközelebbi város: Encs 7 km-re.